# Simpang Tais
Simpang Tais is een bestuurslaag in het regentschap Muara Enim van de provincie Zuid-Sumatra, Indonesië. Simpang Tais telt 1965 inwoners (volkstelling 2010).